# Сказка про доброго слона (мультфильм)
«Сказка про доброго слона» — мультипликационный фильм, созданный студией Пермьтелефильм в 1970 году.

## Сюжет
Сказка про доброго и внимательного слона, который никого не забыл и не обижал. По сюжету огромный слон хотел со всеми дружить, никого не обижать, даже мышей-малышей. Мультфильм для самых маленьких, музыкальный. Один из последних чёрно-белых мультфильмов, созданный пермским телевидением, когда началась эпоха цветной мультипликации на региональных киностудиях.